# Henrik Knif
Henrik Knif, född 1953, är en finlandssvensk kulturhistoriker.  
Henrik Knif disputerade 1995 i historia på Åbo akademi med en avhandlingen Gentlemen and spectators: studies in journals, opera and the social scene in late Stuart London. Han är docent vid Åbo akademi och bokredaktör i Helsingfors. Han har varit huvudredaktör för Biografiskt lexikon för Finland och medlem av redaktionsrådet för Uppslagsverket Finland.